# Мінас (сир)

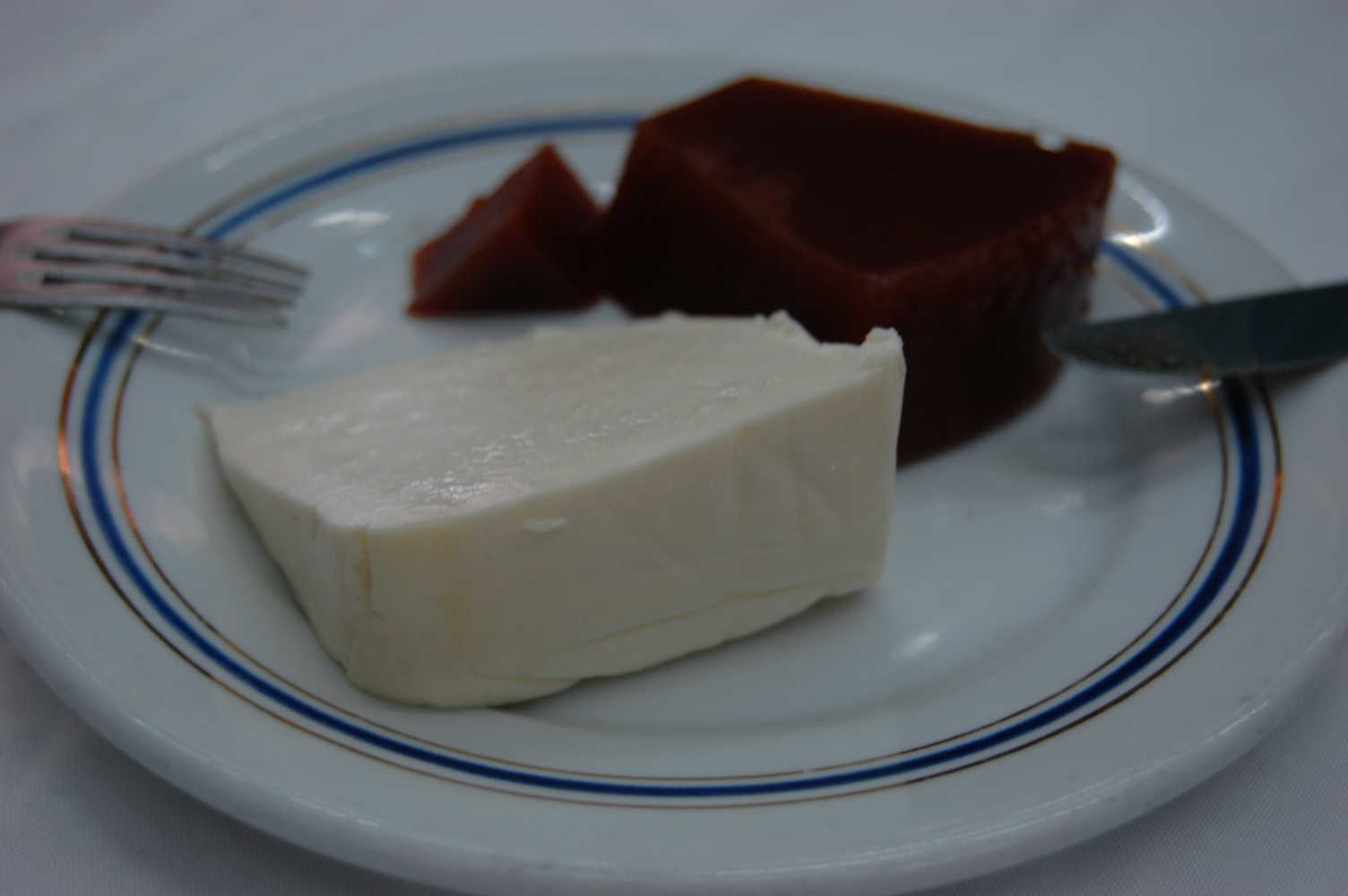
Ромео і Джульєтта — сир мінас з гойябадою

Мінас (порт. Queijo de minas) — різновид сиру з коров'ячого молока, кулінарний спеціалітет бразильського штату Мінас-Жерайс та бразильської кухні взагалі.

## Опис
Випускається трьох сортів, званих frescal («свіжий»), meia-cura («напіввитриманий») та curado («витриманий»). Зустрічається і четвертий сорт, padrão («стандартний»), який є дещо зміненим фрескалом.
Виготовляється з коров'ячого молока за традиційними рецептами. Раніше до початку промислового виробництва його дозрівання відбувалося природним чином на відкритому повітрі. Зрідка, при домашньому приготуванні, у бразильських господарок сир дозрівав над плитою, щоби на нього впливав її жар.
Мінас фрескал (як випливає з назви) продається досить свіжим, приблизно через 4—10 днів після приготування. Має бути соковитим, м'яким, білим і ніжним. Солоність фрескала може сильно змінюватись в залежності від виробника.
Сир фрескал мало підходить для додавання в страви в процесі приготування (за деякими винятками), проте відмінно підходить для використання в сендвічах або млинцях. Нерідко його вживають з індичкою та овочевими салатами.
Мінас кураду готовий до вживання, коли весь «сік» випарується, а сам сир затвердіє і набуде жовтого відтінку. Він твердіший, ніж мінас фрескал, його смак вираженіший. Кураду чудово підходить для приготування їжі, тому використовується у величезній кількості рецептів бразильської кухні.
Сир мінас фрескал у Бразилії відомий ще й тим, що часто подається з гойябадою — солодким мармеладом із гуави. Це поєднання смаків відоме у Бразилії як «Ромео і Джульєтта». Воно може використовуватися як самостійна страва або як начинка для пирогів і тортів. «Ромео та Джульєтта» також є одним із фірмових смаків бразильського морозива.